# Jeff Hurd
Jeffrey Stephen Hurd (né le 15 août 1979) est un homme politique et avocat américain du Colorado. Républicain, il est député du 3e district du Colorado à la Chambre des représentants des États-Unis.

## Jeunesse et carrière
Hurd est l'aîné de trois fils. Il grandit à Grand Junction, dans le Colorado. Son père est psychologue et accompagnait des familles à faibles revenus. Sa mère est décédée d'un cancer alors qu'il est au lycée.
Hurd est diplômé du lycée de Grand Junction et obtient une licence de philosophie à l'université de Notre-Dame. Après ses études, il travaille pour la Chambre de commerce de la région de Grand Junction, puis intègre la faculté de droit de l'université de Denver, où il obtient un Juris Doctor. Hurd est clerc auprès de Timothy Tymkovich, juge en chef de la Cour d'appel des États-Unis pour le dixième circuit, puis rejoint un cabinet d'avocats international basé à New York. Il revient à Grand Junction en 2014 pour créer son propre cabinet, puis rejoint Ireland Stapleton Pryor & Pascoe, dont il dirige le bureau de Grand Junction.

## Chambre des représentants des États-Unis
Hurd se déclare candidat à la Chambre des représentants des États-Unis pour 3e district du Colorado contre Lauren Boebert lors des élections de 2024. Après que Boebert se soit présenté à une autre élection, Hurd remporte la nomination républicaine, battant le représentant de l'État Ron Hanks.
Contrairement à Boebert, Hurd fait campagne en se disant « aussi excitant qu'un sandwich au pain ». Hurd bat le conseiller municipal d'Aspen, Adam Frisch, aux élections de novembre.